# Until the End of Time (álbum)
Until The End Of Time es un álbum póstumo del rapero 2Pac lanzado el 27 de marzo de 2001. Este álbum consiste de una colección material no liberado y remezclas del periodo "Makaveli" en Death Row. Fue el segundo álbum sin la aportación creativa de Tupac. Until The End Of Time fue muy esperado y terminó por ser el álbum de rap mejor vendido del año 2001.
El sencillo "Until the End of Time" con Richard Page contiene un sample de la canción "Broken Wings" del grupo de los 80 Mr. Mister (del que Page era líder). El vídeo de la canción es una compilación de imágenes nunca vistas de Tupac. Suge Knight y Afeni Shakur fueron los productores ejecutivos de este álbum, con diez canciones producidas por Johnny "J", gran amigo de 2Pac y productor suyo durante mucho tiempo. El álbum fue triple platino por la RIAA.

## Lista de canciones
Las canciones "Ballad Of A Dead Soulja", "Good Life", "Fuckin' Wit' The Wrong Nigga", "Last One's Left" y "Runnin' On E" aparecen en su versión original 

### Disco 1
| #  | Título                         | Intérprete(s)          | Productor(es)           |
| -- | ------------------------------ | ---------------------- | ----------------------- |
| 1  | "Ballad of a Dead Soulja"      | 2Pac                   | Johnny J                |
| 2  | "Fuck Friendz"                 | 2Pac                   | QD3                     |
| 3  | "Lil' Homies"                  | 2Pac                   | Johnny J                |
| 4  | "Let 'em Have It"              | 2Pac; SKG              | LT Hutton               |
| 5  | "Good Life"                    | 2Pac; Big Syke, E.D.I. | Johnny "J"              |
| 6  | "Letter 2 My Unborn"           | 2Pac                   | Johnny J & Trackmasters |
| 7  | "Breathin'"                    | 2Pac; Outlawz          | Johnny J                |
| 8  | "Happy Home"                   | 2Pac                   | Johnny J                |
| 9  | "All Out"                      | 2Pac; Outlawz          | Johnny J                |
| 10 | "Fuckin' Wit' The Wrong Nigga" | 2Pac                   | Tyrone Wrice            |
| 11 | "Thug N U, Thug N Me (Remix)"  | 2Pac; K-Ci & JoJo      | Johnny J                |
| 12 | "Everything They Owe"          | 2Pac                   | Johnny J                |
| 13 | "Until the End of Time"        | 2Pac; R.L.             | Johnny J & Trackmasters |
| 14 | "M.O.B."                       | 2Pac; Outlawz          | Kurt "Kobane" Couthon   |
| 15 | "Worldwide Mob Figgaz"         | 2Pac                   | Johnny J                |

### Disco 2
| #  | Título                             | Intérprete(s)          | Productor(es)           |
| -- | ---------------------------------- | ---------------------- | ----------------------- |
| 1  | "Big Syke Interlude"               |                        |                         |
| 2  | "My Closest Road Dogz"             | 2Pac                   | Johnny J                |
| 3  | "Niggaz Nature (Remix)"            | 2Pac; Lil' Mo          | QD3                     |
| 4  | "When Thugz Cry"                   | 2Pac                   | Johnny J                |
| 5  | "U Don't Have 2 Worry"             | 2Pac; Outlawz          | QD3                     |
| 6  | "This Ain't Livin'"                | 2Pac                   | Johnny J                |
| 7  | "Why U Turn on Me?"                | 2Pac                   | 2Pac                    |
| 8  | "Last One's Left"                  | 2Pac; Outlawz          | Johnny J                |
| 9  | "Thug N U, Thug N Me"              | 2Pac; K-Ci & JoJo      | Johnny J                |
| 10 | "Words 2 My First Born"            | 2Pac; Above the Law    | DJ Quik                 |
| 11 | "Let 'em Have It (Remix)"          | 2Pac; Left Eye         | LT Hutton               |
| 12 | "Runnin' on E"                     | 2Pac; Outlawz; Nutt-So | 2Pac                    |
| 13 | "When I Get Free"                  | 2Pac; J. Valentine     | Johnny J                |
| 14 | "Until the End of Time (RP Remix)" | 2Pac; Richard Page     | Johnny J & Trackmasters |

## Posiciones en lista

### Álbum
| Lista (2001)                      | Posición máxima |
| --------------------------------- | --------------- |
| Lista de álbumes de Alemania      | 23              |
| Lista de álbumes de Australia     | 37              |
| Lista de álbumes de Austria       | 63              |
| Lista de álbumes de Bélgica       | 6               |
| Lista de álbumes de Canadá        | 2               |
| Lista de álbumes de Francia       | 38              |
| Lista de álbumes de Holanda       | 10              |
| Lista de álbumes de Irlanda       | 25              |
| Lista de álbumes de Nueva Zelanda | 24              |
| Lista de álbumes del Reino Unido  | 31              |
| Lista de álbumes de Suiza         | 34              |
| Billboard 200                     | 1               |
| Billboard Top R&B/Hip Hop Albums  | 1               |

### Sencillos
| Información del sencillo                                                                                                   |
| --- |
| "Until the End of Time" - Lanzamiento: 2001 - Lado-B: "Thug N U Thug N Me (Remix)" & "Baby Don't Cry (Keep Ya Head Up II)" |
| "Letter 2 My Unborn" - Lanzamiento: 2001 - Lado-B: "Hell 4 a Hustler"                                                      |